# Mistura di distribuzioni
Una mistura di distribuzioni è una variabile casuale, la cui funzione di probabilità (nel caso di una variabile casuale discreta) o la cui funzione di densità di probabilità (nel caso di una variabile casuale continua) è data da una media ponderata di funzioni di probabilità (o densità) di altre variabili casuali.
Nel caso di una mistura finita di distribuzioni continue la funzione di densità di probabilità è descritta in generale da
{\displaystyle f(x;\pi _{1},\dots ,\pi _{k},g_{1},\dots ,g_{k})=\sum _{i=1}^{k}\pi _{i}g_{i}(x)}
con il vincolo che {\displaystyle \Sigma _{i=1}^{k}\pi _{i}=1} e dove {\displaystyle g_{i}} sono k funzioni di probabilità, le quali possono a loro volta avere dei parametri che le caratterizzano.
Ad esempio una mistura di due distribuzioni normali ha come funzione di densità di probabilità
{\displaystyle f(x;\pi _{1},\mu _{1},\sigma _{1},\mu _{2},\sigma _{2})=\pi _{1}\phi (x;\mu _{1},\sigma _{1})+\pi _{2}\phi (x;\mu _{2},\sigma _{2})}
dove {\displaystyle \pi _{2}=1-\pi _{1}} e {\displaystyle \phi (x;\mu ,\sigma )} è la funzione di densità di probabilità di una variabile casuale normale.
Un teorema di rappresentazione di Lebesgue assicura che ogni variabile casuale è rappresentabile come mistura di distribuzioni del tipo continuo e/o discreto e/o singolare.
Uno dei casi nei quali si ricorre ad una mistura di distribuzioni è quello delle subpopolazioni, ovvero quando una popolazione (di valori) è composta da più sottopopolazioni, ciascuna con una propria distribuzione dei valori. Ad esempio, se si ritiene che sia l'altezza degli uomini che l'altezza delle donne sia distribuita come una normale, ma con la media per gli uomini maggiore della media delle donne, allora l'altezza degli individui senza distinzione di sesso è una mistura di due distribuzioni normali.
Nell'ambito dell'inferenza bayesiana si fa ampio ricorso a misture basate sulle coniugate prior come nei casi della binomiale con la Beta (v.c. betabinomiale), la poissoniana con la Gamma (v.c. Poisson-Gamma), l'esponenziale o la Gamma con la Gamma stessa.